# Réservoir du Dniepr
Le réservoir du Dniepr (en ukrainien : Дніпровське водосховище, Dniprovske vodoskhovychtche) est un lac artificiel empruntant son nom au fleuve Dniepr en Ukraine. Il est situé dans les oblasts de Dnipropetrovsk et de Zaporijia. Ce bassin a été créé en 1932 par la construction de la centrale hydroélectrique du Dniepr.
Le lac artificiel est long de 129 km et a une largeur moyenne de 3,2 km ; sa largeur maximale atteint 7 km. Il a une profondeur moyenne de 8 mètres. Le volume total d'eau du réservoir du Dniepr est de 3,3 km3. Le lac Lénine, qui s'étend sur environ dix kilomètres à l'embouchure de la rivière Samara, se jette à son extrémité nord. La création de ce lac artificiel a submergé les rapides du Dniepr.